# Гущин Ігор Валерійович
І́гор Вале́рійович Гу́щин (1992—2022) — український військовослужбовець, старший лейтенант. Учасник російсько-української війни.

## Життєпис
Народився 21 січня 1992 року в м. Мелітополь Запорізької області у сім'ї військових.
Його батько і брат служать у 25-тій бригаді транспортної авіації 
Після закінчення 9-го класу вступив до Запорізького військового ліцею-інтернат з посиленою військово-фізичною підготовкою Захисник.
2015 року закінчив ХНУПС за спеціальністю інженера з обслуговування повітряних суден і двигунів. Служив льотчиком у 25-тій окремій бригаді транспортної авіації.
Учасник АТО. 2021 року, коли в нього закінчився контракт з мелітопольською бригадою, вдруге підписав контракт з ЗСУ 57-ою окремою механізованою бригадою імені кошового отамана Костянтина Гордієнка Нової Каховки, був командиром взводу.
Загинув 6 грудня 2022 року у бою на Донеччині від ворожої кулі снайпера.
Похований 8 грудня 2022 року у м. Буча на Алеї Слави.
Залишилися батьки, наречена, і брат.

## Нагороди
- Орден Богдана Хмельницького 3-го ступеня.